# 楊開慧
楊 開慧（よう かいけい、1901年11月6日 - 1930年11月14日』）は、中華民国の女性革命家・政治活動家。中国共産党員。毛沢東の2番目の妻。楊昌済の娘。号は霞、字は雲錦。

## 事績
父の楊昌済は、清朝末期から民国初期にかけての学者で、1913年にヨーロッパから帰国し、湖南省の長沙で教鞭をとっていた。当時、毛沢東も長沙に出て学びはじめ、楊昌済の居宅を訪れていた。このとき、娘の楊開慧と知り合ったと考えられる。楊開慧は、楊公廟公立第四十小学、衡粋実業学校附設小学班、陰儲女子学校、稲田女子師範で学んでおり、父の影響を受けて開明的な思想をもっていた。楊昌済は1918年春、北京大学の倫理学の教授に任じられ、彼女は両親と北京に移った。毛沢東と交流を持つのは、北京在住以降の事である。楊昌済は毛に目をかけ、金のない毛沢東に北京大学図書館副司書の職を与えた。父の死後、1920年（民国9年）1月に当時18歳の楊開慧は長沙に帰り、ミッションスクールである長沙福湘女子中学選修班に入学。直後に当時26歳の毛沢東と再会し、足繁く楊家に通う毛と恋愛し、結婚した。楊開慧は毛との間に、長男毛岸英、次男毛岸青、三男毛岸龍（1927年生、4歳没）をもうけた。
1920年の冬、楊開慧は中国社会主義青年団に加入。1921年（民国10年）、中国共産党湘区党委員会で機密・交通に関する連絡事務を担当。同年冬、正式に共産党に加入。1924年（民国13年）夏、上海に赴き女性運動に従事。1925年（民国14年）2月、再び毛の元に戻り、毛を補佐して農民夜学の創設に取り組んだ。10月、広州に移り、女性運動に再び参加。1926年（民国15年）11月、再び長沙に戻る。まもなく毛沢東に随従して武漢に移り、中央農民講習所を開き、女性運動を展開した。
1927年（民国16年）4月、国共が分裂し、蔣介石が反共運動を開始。1927年11月、楊開慧は長沙に引き返し、以後、共産党地下工作に従事。楊は母と共に3人の息子を連れて故郷に潜み、苦難な生活の中、あらゆる手段で井崗山にある毛と連絡を取った。1930年（民国19年）10月、国民革命軍の一系統である湘軍（湖南軍）の指導者・何鍵により、楊開慧は3人の息子と共に長沙で逮捕された。楊昌済の生前の同僚たちが彼女を救おうと運動した結果、湖南省長の何鍵は、毛沢東と離婚するという声明を出せば、すぐに釈放するとの回答を得た。獄中の楊開慧は、夫と自分の信条に忠誠を尽くし、夫に貞節を尽くして、この申し出を拒絶した。11月14日、何鍵の命令により、楊開慧は射殺された。29歳没。一報を聞いた毛は「彼女の死は百身を持ったとしても贖えぬ」と嘆息したといわれる。しかし毛は楊開慧がまだ生きていた1928年に、すでに延安で当時17歳の賀子珍と結婚していた。
なお、文化大革命期の1976年4月に起こった四五天安門事件では、周恩来追悼のために天安門に集まった群衆が横断幕や血書などによって、いわゆる「四人組」を批判・攻撃しているが、そのなかには楊開慧を称賛するものもあった。これはもとより、当時の毛沢東夫人で「四人組」の一人である江青に対する当て付けにほかならない。